# Robert Swinhoe
Robert Swinhoe (ur. 1 września 1836 w Kalkucie (Indie), zm. 28 października 1877) – angielski biolog pracujący jako konsul na Formozie. Członek m.in. Royal Society (1876), Royal Geographical Society (1863) i Zoological Society of London (1862).
Znany jako odkrywca wielu gatunków i podgatunków ptaków Azji Południowo-Wschodniej. Kilka, tak jak np. kiściec tajwański (Lophura swinhoii), zostało nazwanych na jego cześć.

## Historia naturalna
W młodości interesował się ptakami i zebrał niewielką kolekcję brytyjskich ptaków, gniazd i jaj. Swinhoe regularnie publikował w czasopiśmie Ibis oraz (później) w Proceedings of the Zoological Society of London.
Podczas swoich podróży badał ptaki i ssaki oraz lokalną kulturę. Zbierał zarówno żywe zwierzęta, jak i zabite okazy i regularnie przesyłał je do London Zoo. Za jego sprawą trafił do Europy pierwszy osobnik wymarłego dziś na wolności jelenia milu (Elaphurus davidianus).
Jego głównym zainteresowaniem były jednak ptaki i dużo pisał o nich z Edwardem Blythem. Około 1871 zaczął cierpieć na częściowy paraliż i przeniósł się do miasta Yantai w Chinach. Ze względu na zły stan zdrowia został zmuszony do opuszczenia Chin w październiku 1875. Ze swojego domu w Chelsea kontynuował pisanie artykułów i jego ostatnią publikacją w Ibisie był opis nowego rodzaju i gatunku ptaka Liocichla steerii. Zmarł w wieku 41 lat, przypuszczalnie na syfilis.

## Dorobek naukowy
Philip L. Sclater napisał o nim: jeden z najbardziej pracowitych i efektywnych naturalistów, jaki kiedykolwiek żył, a po jego śmierci Alfred Russel Wallace napisał: nawiązując do wysiłków Pana Swinhoe... prawdopodobnie nie ma części świata (jeśli wyłączymy Europę, Amerykę Północną i Indie Brytyjskie), o którego ciepłokrwistych kręgowcach posiadamy kompletniejszą lub bardziej dokładną wiedzę, niż mamy o dystryktach nadmorskich Chin i przyległych im wyspach.
Jego kolekcję 3700 okazów kupił Henry Seebohm, którą następnie przekazał World Museum Liverpool. Wiele gatunków i podgatunków zostało nazwanych na cześć Swinhoe, między innymi Cyanopica cyanus swinhoei – podgatunek sroki błękitnej. Swinhoe opisał także szereg gatunków, m.in. gatunki ptaków: bociana czarnodziobego (Ciconia boyciana), słowika syberyjskiego (Luscinia sibilans), czaplę żółtodziobą (Egretta eulophotes) i ssaków: makaka tajwańskiego (Macaca cyclopis), jelonka błotnego (Hydropotes inermis).